# Amerikaans oeverkruid
Amerikaans oeverkruid (Littorella americana) is een plantensoort uit de weegbreefamilie (Plantaginaceae). 

## Ecologie
Amerikaans oeverkruid groeit hoofdzakelijk op minerale substraten van zand of grind in ondiepe zones aan de randen van meren met schoon en oligotroof water.

## Verspreiding
Het natuurlijke verspreidingsgebied van Amerikaans oeverkruid omvat ruwweg de gematigde gebieden van het zuidoosten van Canada en het noordoosten van de Verenigde Staten.